# Affection respiratoire provoquées par les carbures métalliques
Cet article décrit les critères administratifs pour qu'une affection respiratoire provoquées par les carbures métalliques frittés contenant du cobalt soit reconnue comme maladie professionnelle.
Ce sujet relève du domaine de la législation sur la protection sociale et a un caractère davantage juridique que médical.

## Législation enFrance

### Régime général
| Fiche Maladie professionnelle | Fiche Maladie professionnelle | Fiche Maladie professionnelle |
| Ce tableau définit les critères à prendre en compte pour que les affections respiratoires provoquées par le cobalt soient prises en charge au titre de la maladie professionnelle                                           | Ce tableau définit les critères à prendre en compte pour que les affections respiratoires provoquées par le cobalt soient prises en charge au titre de la maladie professionnelle | Ce tableau définit les critères à prendre en compte pour que les affections respiratoires provoquées par le cobalt soient prises en charge au titre de la maladie professionnelle |
| Régime Général. Date de création : 9 mars 2000 | Régime Général. Date de création : 9 mars 2000 | Régime Général. Date de création : 9 mars 2000 |
| Tableau N° 70 bis RG | Tableau N° 70 bis RG | Tableau N° 70 bis RG |
| Affections respiratoires dues aux poussières de carbures métalliques frittés ou fondus contenant du cobalt | Affections respiratoires dues aux poussières de carbures métalliques frittés ou fondus contenant du cobalt                                                                        | Affections respiratoires dues aux poussières de carbures métalliques frittés ou fondus contenant du cobalt                                                                        |
| --- | --- | --- |
| Désignation des Maladies | Délai de prise en charge | Liste indicative des principaux travaux susceptibles de provoquer ces maladies |
| Syndrome respiratoire irritatif à type de toux et de dyspnée récidivant après nouvelle exposition au risque. | 15 jours | Fabrication et transformation des carbures métalliques frittés. Affûtage d'outils ou pièces en carbures métalliques frittés.                                                      |
| Broncho-alvéolite aiguë ou subaigué avec signes généraux. | 30 jours | Fabrication et transformations des super-alliages à base cobalt. Rechargement et affûtage d'outils et pièces en superalliages à base cobalt.                                      |
| Fibrose pulmonaire diffuse, avec signes radiologiques et troubles fonctionnels, confirmée par l'exploration fonctionnelle respiratoire, et ses complications : - infection pulmonaire, - insuffisance ventriculaire droite. | 20 ans | Technique de soudage et de métallisation utilisant des super-alliages à base cobalt.                                                                                              |
| Date de mise à jour : | | |

### Données professionnelles
carbure de tungstène est un matériau très dur — 9 à l’échelle de Mohs — résultant d'une combinaison de carbone et de tungstène.
Il convient à divers alliages servant à la confection d'outils devant résister à l'usure comme les scies, les forets, la fraise (outil) ou l'outil de tour.
Il est aussi utilisé pour faire des balles de munitions et parfois des billes de stylo.
Il est principalement utilisé dans les outils coupant sous sa forme frittée à l'aide de cobalt, qui lui donne la ductilité nécessaire. On peut l'utiliser aussi dans le revêtement de matériaux pour en diminuer l'usure. Par exemple pour les centrifugeuses, on dépose du carbure de tungstène sur les spires pour un blindage plus performant.
Le frittage est un procédé qui permet de réaliser des pièces mécaniques ou d'autres objets à partir de poudres plus ou moins fines. Dans un premier temps, ces poudres sont agglomérées par divers procédés pour constituer une préforme, laquelle est ensuite chauffée pour acquérir une certaine cohésion.

#### Sources spécifiques
- Tableau N° 70 Ter des maladies professionnelles du régime Général

#### Sources générales
- Tableaux du régime Général sur le site de l’AIMT
- Tous les tableaux du régime Général
- Tous les tableaux du régime Agricole
- Guide des maladies professionnelles sur le site de l’INRS

#### Autres liens
- Maladies à caractère professionnel

#### Internationalisation
- Liste Européenne des maladies professionnelles
- Liste des maladies professionnelles au Sénégal
- Liste des maladies professionnelles en Tunisie